# Gian Pietro Rossi
Gian Pietro Rossi (Olgiate Olona, 29 giugno 1927 – Busto Arsizio, 24 luglio 2019) è stato un politico e imprenditore italiano.
È stato Senatore della Repubblica Italiana per tre legislature e ha ricoperto la carica di sindaco di Busto Arsizio per sette volte.

## Biografia
Gian Pietro Rossi nacque a Olgiate Olona nel 1927. In gioventù frequentò le Scuole Commerciali a Busto Arsizio, ma con l'avvento della guerra divenne staffetta partigiana in Val Codera.
Dal 1943 fece parte del gruppo Aquile randagie di Busto Arsizio, un gruppo scout antifascista che, operando nonostante i divieti del regime, contribuì a salvare diverse persone dalla persecuzione fascista. Nel dopoguerra si diplomò in ragioneria e si adoperò per la rifondazione del gruppo Scout cittadino. In quel periodo fu inoltre mandato a Roma per recuperare scarti di materie plastiche in un campo di dismissione delle truppe americane in Italia.
In seguito aderì alla Democrazia Cristiana e si distinse come imprenditore nel settore della plastica; in questo ambito, ideò il termoretraibile, poi ceduto alla Montecatini.
Nel 1959 fu uno dei fondatori della casa discografica Ri-Fi, assieme a Giovanni Battista Ansoldi e Alberto Carisch.
Nel 1960 venne eletto per la prima volta in Consiglio Comunale a Busto Arsizio, diventando assessore all’Urbanistica. L’anno successivo, dopo una crisi di giunta, venne nominato sindaco e, all'età di 33 anni, divenne il più giovane sindaco di una città con oltre 50 000 abitanti. Tra il 1964 e il 1990 fu primo cittadino di Busto Arsizio per altre sei volte, e fu poi nominato sindaco emerito. Frutto delle sue amministrazioni furono, tra le altre cose, l'avvio della costruzione del Palazzetto dello Sport, il terminal Hupac e l'interramento delle Ferrovie Nord. Nel 2011, ultime elezioni comunali a cui si presentò come candidato sindaco, ottenne il 4,3% dei voti, venendo nuovamente eletto in Consiglio Comunale.
Nel 1976 fece il suo primo ingresso in Senato con la DC; rieletto, restò in carica fino al 1983; nel 1986 tornò brevemente in Senato in sostituzione del dimissionario Pietro Padula, lasciando però la carica in seguito alla rielezione a sindaco. Durante gli anni da parlamentare, fece parte di commissioni inerenti al bilancio, all'industria e alla giustizia.
Nel 1982, mentre era presidente vicario del gruppo DC al Senato, rinunciò ad una proposta di Fanfani per diventare Ministro del Tesoro.
Come imprenditore, creò la Rossi Materie Plastiche e fu presidente del Cotonificio di Solbiate Olona fino al 1976, nonché vice-presidente della Banca Lombarda e del Credito Commerciale.
Nel 1993 fu coinvolto nello scandalo di Tangentopoli assieme ad alcuni componenti della Giunta Comunale, ma nel 2005 fu definitivamente assolto con formula piena.
Nel 2006 fu nominato sindaco emerito.
È stato sposato con Renata Crespi, deceduta nel 2014, da cui ha avuto cinque figli; a lei è dedicata una fondazione locale per la formazione di insegnanti di sostegno. È morto il 24 luglio 2019.